# Prometheus (castniídeos)
Prometheus (Brachodidae) é um gênero de traça pertencente à família Brachodidae.